# Trypanosoma cruzi

Trypanosoma cruzi je vrsta parazitske euglenoidne protozoe. Među protozoama, Trypanosoma je karakteristična po tome što živi u tkivu drugih organizama i hrani se krvlju i limfom. Ovaj organizam uzrokuje bolesti, ili povećava verovatnoću zadobijanja bolesti koja varira od organizma do organizma. Na primer, tripanosomijaza kod ljudi (Šagasova bolest u Južnoj Americi ili bolest spavanja u Africi), durine i Trypanosoma evansi kod konja, i bolest slična brucelozi kod goveda. Parazitima je potrebno telo domaćina i hematofagni insekt Triatominae kao glavni vektor u skladu s mehanizmom infekcije. Ovi insekti se hrane krvlju. Insekti inficirani protozoama iz kontakta sa drugim životinjama prenose tripanosome kad ostave svoje fekalije na koži domaćina i zatim ga ubodu. Penetracija inficiranog izmeta je dodatno olakšana češanjem oblasti uboda.

## Spoljašnje veze
- „American Trypanosomiasis (Trypanosoma cruzi)”. DPDx — Laboratory Identification of Parasitic Diseases of Public Health Concern. Centers for Disease Control and Prevention. 2013-11-29.
- „Trypanosoma cruzi”. NCBI Taxonomy Browser. 5693.